# Player's Prayer
Player's Prayer è un brano musicale del cantante R&B Lloyd, pubblicato come terzo singolo estratto dall'album Street Love il 17 luglio 2007.

## Tracce
CD singolo
1. Player's Prayer - 4:11
2. Player's Prayer (Instrumental) - 4:11
3. Player's Prayer (A cappella) - 4:06

## Classifiche
| Classifica (2007)                    | Posizione più alta |
| ------------------------------------ | ------------------ |
| U.S. Billboard Hot R&B/Hip-Hop Songs | 74                 |